# (100808) 1998 FP116
(100808) 1998 FP116 es un asteroide perteneciente al cinturón de asteroides, región del sistema solar que se encuentra entre las órbitas de Marte y Júpiter, descubierto el 31 de marzo de 1998 por el equipo del Lincoln Near-Earth Asteroid Research desde el Laboratorio Lincoln, Socorro, Nuevo México, Estados Unidos.

## Designación y nombre
Designado provisionalmente como 1998 FP116. 

## Características orbitales
1998 FP116 está situado a una distancia media del Sol de 2,207 ua, pudiendo alejarse hasta 2,660 ua y acercarse hasta 1,753 ua. Su excentricidad es 0,205 y la inclinación orbital 3,409 grados. Emplea 1197,63 días en completar una órbita alrededor del Sol.

## Características físicas
La magnitud absoluta de 1998 FP116 es 16,2. 